# Hoàng Văn Phong
Hoàng Văn Phong (sinh 1948) là một chính khách Việt Nam, giữ chức Bộ trưởng Bộ Khoa học và Công nghệ trong Chính phủ Việt Nam từ tháng 8 năm 2002 đến ngày 1 tháng 8 năm 2011.

## Tiểu sử
Ông sinh ngày 6 tháng 10 năm 1948, quê ở Minh Khai, Từ Liêm, Hà Nội.
Xuất thân là một phó giáo sư, tiến sĩ chuyên ngành vật lý lý thuyết, ông từng giữ chức Hiệu trưởng Trường Đại học Bách khoa Hà Nội (5/1997 - 11/2002)..
Sau đó ông trở thành Ủy viên Ban Chấp hành Trung ương Đảng Cộng sản Việt Nam khóa IX (2001) và khoá X (2006).
Tháng 8 năm 2002, Quốc hội Việt Nam phê chuẩn đề nghị của Thủ tướng Phan Văn Khải về việc thành lập Bộ Khoa học và Công nghệ trên cơ sở Bộ Khoa học, Công nghệ và Môi trường, và bổ nhiệm ông vào chức vụ Bộ trưởng.
Kể từ ngày 17 tháng 9 năm 2010, ông kiêm nhiệm Chủ tịch Ủy ban Vũ trụ Việt Nam theo quyết định số 1720/QĐ -TTg của thủ tướng chính phủ Việt Nam

## Câu nói nổi tiếng
Trong thời gian tại nhiệm, Bộ trưởng Hoàng Văn Phong từng nói:
| “                 | Chỉ có qua tay doanh nghiệp, sức mạnh của ngành khoa học công nghệ mới được bộc lộ và phát huy. Nhưng chỉ doanh nghiệp thì chưa đủ mà người lãnh đạo quốc gia cũng phải quan tâm đến điều này. | ” |
| — Hoàng Văn Phong | |   |

| “                 | Đội ngũ nghiên cứu trong các trường đại học có vai trò quyết định diện mạo khoa học nước nhà. Còn đội ngũ khoa học ở các doanh nghiệp là lực lượng quan trọng mà nhiều năm chúng ta chưa quan tâm. Chính phủ cần coi những người dân đam mê khoa học là một trong những lực lượng làm khoa học công nghệ. | ” |
| — Hoàng Văn Phong | |   |